# Gelasma thetydaria
Gelasma thetydaria là một loài bướm đêm trong họ Geometridae.